# Municipio de Davis (condado de Fountain)
El municipio de Davis (en inglés: Davis Township) es un municipio ubicado en el condado de Fountain en el estado estadounidense de Indiana. En el año 2010 tenía una población de 682 habitantes y una densidad poblacional de 11,1 personas por km².

## Geografía
El municipio de Davis se encuentra ubicado en las coordenadas 40°18′8″N 87°7′7″O / 40.30222, -87.11861. Según la Oficina del Censo de los Estados Unidos, el municipio tiene una superficie total de 61.41 km², de la cual 60,97 km² corresponden a tierra firme y (0,73 %) 0,45 km² es agua.

## Demografía
Según el censo de 2010, había 682 personas residiendo en el municipio de Davis. La densidad de población era de 11,1 hab./km². De los 682 habitantes, el municipio de Davis estaba compuesto por el 97,36 % blancos, el 0,29 % eran afroamericanos, el 0,15 % eran asiáticos, el 1,17 % eran de otras razas y el 1,03 % eran de una mezcla de razas. Del total de la población el 2,2 % eran hispanos o latinos de cualquier raza.